# Pentaschistis reflexa
Pentaschistis reflexa är en gräsart som beskrevs av Hans Peter Linder. Pentaschistis reflexa ingår i släktet Pentaschistis och familjen gräs. Inga underarter finns listade i Catalogue of Life.